# Feniseca
Feniseca is een geslacht van vlinders van de familie Lycaenidae, uit de onderfamilie Miletinae.

## Soorten
- F. porsenna (Scudder, 1862)
- F. tarquinius (Fabricius, 1793)